# Zračna luka Isfahan
Zračna luka Isfahan (IATA kod: IFN, ICAO kod: OIFM) smještena je u blizini grada Isfahana u središnjem dijelu Irana odnosno Isfahanskoj pokrajini. U službenom nazivu nosi ime dr. Šahida Beheštija koji je imao važnu ulogu u Iranskoj revoluciji. Nalazi se na nadmorskoj visini od 1542 m. Zračna luka ima dvije asfaltirane uzletno-sletne staze dužine 4397 m, a koristi se za civilne tuzemne i inozemne letove ali i namjene oružanih snaga Irana. U zračnoj luci djeluje 18 iranskih i stranih zračnih prijevoznika.

## Vanjske poveznice
- (perz.)(engl.) Službene stranice Zračne luke Isfahan  Arhivirana inačica izvorne stranice od 28. veljače 2014. (Wayback Machine)
- (engl.) DAFIF, World Aero Data: OIFM  Arhivirana inačica izvorne stranice od 4. ožujka 2016. (Wayback Machine)
- (engl.) DAFIF, Great Circle Mapper: IFN

Ostali projekti
|  | Zajednički poslužitelj ima još gradiva o temi Zračna luka Isfahan |